# Josefa Martín Luengo
Josefa Martín Luengo (* 19. September 1944 in Salamanca in Spanien; † 1. Juli 2009 in Salamanca) war eine spanische Anarchistin und Vertreterin der Reformpädagogik.

## Leben und Wirken
Martín Luengo besuchte während ihrer Kindheit ein katholisches Internat in Alicante. Im Anschluss studierte sie Schulpädagogik an der Päpstlichen Universität Salamanca. Nachdem sie ihr Studium 1972 abgeschlossen hatte, arbeitete sie ein Jahr lang an einer christlichen Schule in Zamora, hier wurde sie allerdings entlassen. Zwei weitere Jahre arbeitete sie in der Lehre. Hier engagierte sie sich bei einer Alphabetisierungskampagne für Erwachsene. Weiterhin gab sie auch später noch Lese- und Schreibunterricht für Frauen. Später organisierte sie in Merida einen Kongress für antiautoritäre Erziehung. Im Oktober 1999 besuchte sie ein Treffen für freie Pädagogik in Santa Maria (Brasilien).
Im Januar 1978 gründete sie gemeinsam mit Concha Castaño und María Jesús Checa in Mérida eine freie Schule – die Escuela Libre Paideia. Diese Reformschule, die sich der libertären Pädagogik verschrieben hat, besteht bis heute fort.

## Publikationen
- Fregenal de la Sierra: Una experiencia de escuela en libertad (Madrid, Campo Abierto, 1978)
- Desde nuestra escuela Paideia (Móstoles, Madre Tierra, 1990)
- Intento de educación antiautoritaria y psicomotriz en preescolar (Mérida, s.i., 1981)
- La escuela de la anarquía (Móstoles, Madre Tierra, 1993, con el colectivo)
- Paideia. Escuela libre (Madrid, 1985 y Mérida, Paideia, 1999, en colaboración)
- Paideia: 25 años de educación libertaria (Mérida, Colectivo Paideia, Ediciones Villakañeras 2006)